# John Minsheu
John Minsheu (o Minshew) (1560–1627) fou un lingüista i lexicògraf anglès.

## Biografia
Va néixer i va morir a Londres. Poc és sabut sobre la seva vida. Va publicar alguns dels diccionaris i gramàtiques més primerencs de la llengua castellana per a parlants d'anglès. La seva obra més important és el Ductor in linguas (Guia de llengües), un diccionari d'onze llengües. Amb el seu Ductor in linguas fou també un dels primers inventors coneguts de l'ús de la subscripció com a mètode de finançar la publicació d'un llibre.
També va expandir el diccionari espanyol de Richard Percivale.

## Obres
- Joyful Newes out of the Newe Founde Worlde (1577)
- Spanish Grammar (1599)
- Dictionarie in Spanish and English (1599 & 1623), an augmented version of Bibliotheca Hispanica (1591) by Richard Percyvall (1993 reimpressió: ISBN 3-89131-066-8)
- Pleasant and Delightfull Dialogues in Spanish and English (1599)
- Ductor in linguas (La Guia de Llengües) (1617) (que inclou el Vocabularium Hispanicolatinum et Anglicum copiossissimum (A Most Copious Spanish Dictionarie with Latine and English)